# Coppa Florio
Coppa Florio je bila avtomobilistična dirka, ki je med letoma 1900 in 1929 potekala na več dirkališčih, od leta 1905 je poimenovana po Vincenzu Floriu, ki je takrat ponudil 50.000 lir nagrade in pokal za zmago. Najuspešnejši dirkači dirke so André Boillot, Felice Nazzaro in Albert Divo, ki so zmagali po dvakrat, med konstruktorji pa Bugatti s tremi zmagami.

## Zmagovalci
| Leto | Zmagovalec               | Dirkalnik                | Dirkališče   | Poročilo |
| ---- | ------------------------ | ------------------------ | ------------ | -------- |
| 1929 | Albert Divo              | Bugatti T35C             | Madonie      | Poročilo |
| 1928 | Albert Divo              | Bugatti T35B             | Madonie      | Poročilo |
| 1928 | Robert Laly              | Ariès                    | Saint-Brieuc | Poročilo |
| 1926 | Bartolomeo Costantini    | Bugatti T35              | Madonie      | Poročilo |
| 1925 | André Boillot            | Peugeot                  | Madonie      | Poročilo |
| 1924 | Christian Werner         | Mercedes-Benz TF         | Madonie      | Poročilo |
| 1922 | André Boillot            | Peugeot                  | Madonie      | Poročilo |
| 1921 | Jules Goux               | Ballot 3L                | Brescia      | Poročilo |
| 1914 | Felice Nazzaro           | Nazzaro                  | Madonie      | Poročilo |
| 1908 | Felice Nazzaro           | Fiat                     | Madonie      | Poročilo |
| 1907 | Ferdinando Minoia        | Isotta-Fraschini         | Madonie      | Poročilo |
| 1905 | Giovanni Battista Raggio | Itala 112 HP             | Brescia      | Poročilo |
| 1904 | Vincenzo Lancia          | Fiat 75 HP               | Brescia      | Poročilo |
| 1900 | Alberto Franchetti       | Panhard & Levassor 12 HP | Brescia      | Poročilo |